# ۱۷۳۷ (میلادی)
۱۷۳۷ (میلادی) هزار و هفتصد و سی و هفتمین سال تقویم میلادی است.

## زادگان
- ۲۷ آوریل – ادوارد گیبون، تاریخ‌نگار و نویسنده بریتانیایی (د. ۱۷۹۴)
- ۱۹ سپتامبر – کارلس کارول کارلتون، سیاست‌مدار آمریکایی (د. ۱۸۳۲)